# Jason Donovan

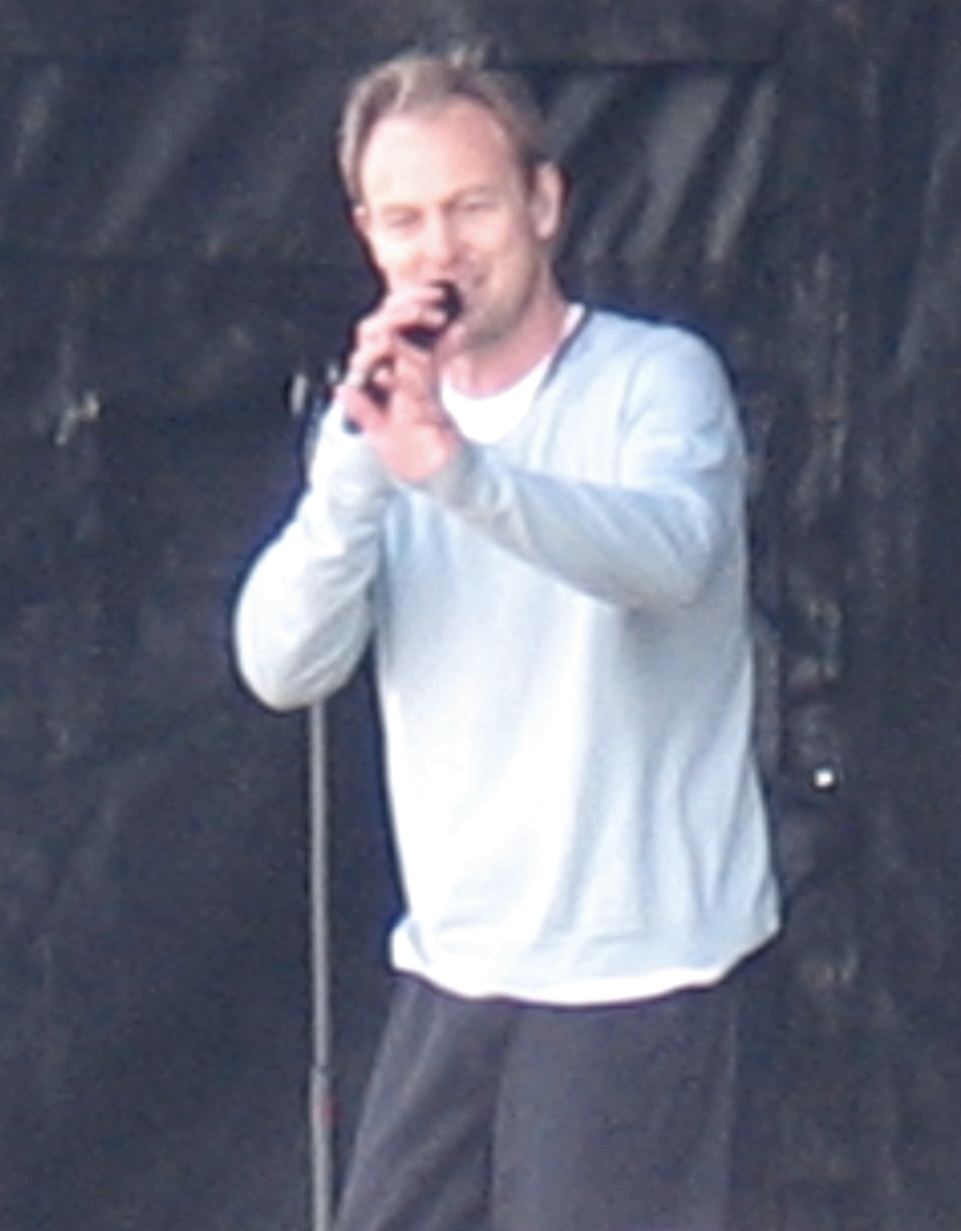
Jason Donovan i South Shields, 2007.

Jason Donovan, född 1 juni 1968 i Melbourne i Victoria, är en australisk popsångare/eurodiscoartist som under 1980-talet blev populär med de Stock Aitken Waterman-producerade singlarna Too Many Broken Hearts, Nothing Can Divide Us, When You Come Back To Me, Everyday (I Love You More) och Sealed With A Kiss.
Han var under ett tag tillsammans med Kylie Minogue som han spelade mot i såpoperan Grannar. De spelade 1989 in duetten Especially For You.

## Diskografi

### Singlar
- 1991 - Any Dream Will Do
- 1989 - "Especially for You" (duett med Kylie Minogue)

## Filmografi (urval)
- 1986–1989 – Grannar (TV-serie)
- 2003 – Horseplay